# Campeonato Nacional da 1ª Divisão de Andebol 1971–72
O Campeonato Português de Andebol Masculino (Seniores) de 1971/72 foi a 20ª edicão, competição organizada pela Federação de Andebol de Portugal. Na fase metropolitana do campeonato os Leões concluíram a prova com cinco pontos de avanço do segundo classificado, um inesperado Almada, sagrando-se assim Campeões Metropolitanos. Posteriormente, a FPA optou por não realizar a final do campeonato com o representante do ultramar por falta de regulamento aprovado para enquadrar a prova, pelo que o título de campeão metropolitano correspondeu ao de Campeão Nacional, o quarto consecutivo por sinal. O Sporting CP conquistou o seu 9º Título. (4º consecutivo - Tetracampeão).
Campeonato Nacional: 1ª Fase (Fase da Metrópole); 2ª Fase Final (Não se realizou)

## Classificação da Fase da Metrópole
| Pos | Equipa             | J  | V  | E | D  | GM  | GS  | Diff | Pts |
| --- | ------------------ | -- | -- | - | -- | --- | --- | ---- | --- |
| 1   | Sporting CP        | 22 | 20 | 1 | 1  | 487 | 281 | +206 | 63  |
| 2   | Almada             | 22 | 17 | 2 | 3  | 517 | 376 | +141 | 58  |
| 3   | FC Porto           | 22 | 16 | 1 | 4  | 454 | 342 | +112 | 54  |
| 4   | SL Benfica         | 22 | 14 | 2 | 5  | 536 | 374 | +162 | 51  |
| 5   | Belenenses         | 22 | 13 | 0 | 9  | 471 | 417 | +54  | 48  |
| 6   | Vitória de Setúbal | 22 | 11 | 1 | 10 | 423 | 466 | -43  | 45  |
| 7   | Académico do Porto | 22 | 9  | 2 | 11 | 408 | 442 | -34  | 42  |
| 8   | Beira Mar          | 22 | 8  | 1 | 13 | 378 | 433 | -55  | 39  |
| 9   | Técnico            | 22 | 6  | 1 | 15 | 360 | 465 | -105 | 35  |
| 10  | Campo de Ourique   | 22 | 6  | 0 | 16 | 365 | 544 | -179 | 34  |
| 11  | Padroense          | 22 | 3  | 1 | 18 | 365 | 544 | -179 | 29  |
| 12  | CDUP               | 22 | 2  | 0 | 20 | 363 | 583 | -220 | 26  |

Existe uma diferênca entre Golos marcados e sofridos nesta classificação e Campo de Ourique e Padroense têm os mesmos resultados entre golos marcados e sofridos.